# Майкл Кін
Майкл Вінсент Кін (англ. Michael Vincent Keane; нар. 11 січня 1993) — англійський футболіст, захисник клубу «Евертон» і національної збірної Англії. Його брат Вілл, також є професіональним футболістом.

## Клубна кар'єра

### «Манчестер Юнайтед»
Майкл приєднався до академії «Манчестер Юнайтед» 2004 року, разом зі своїм братом Віллом. В основну команду «Манчестер Юнайтед» потрапив 2011 року. З 2012 до 2014 року виступав на правах оренди в клубах «Лестер Сіті», «Дербі Каунті» і Блекберн Роверз. Дебютував за «манкуніанців» 24 серпня 2014 року в матчі Прем'єр-ліги проти «Сандерленда», який закінчився з рахунком 1:1. З 2014 по 2015, Майкл виступав на правах оренди за «Бернлі».

### «Бернлі»
9 січня 2015 року Майкл вже офіційно перейшов до того ж «Бернлі». 8 січня 2015 підписав офіційний контракт з клубом на три з половиною роки.
23 квітня 2017, Майкл Кін став одним з шести найкращих молодих гравців сезону 2016—2017 в Прем'єр-лізі за версією ПФА.

### «Евертон»
3 липня 2017 року, Кін підписав з «Евертоном» п'ятирічний контракт. Клуб з Ліверпуля виплатив «Бернлі» 28,5 мільйонів євро. Дебютував за нову команду в лізі 12 серпня 2017 року, в матчі проти «Сток Сіті», який завершився перемогою «Евертона» 1:0.

## Кар'єра в збірній
З 2010 по 2015 виступав за юнацькі і молодіжні збірні Англії і Ірландії. За основну збірну команду Англії наразі провів 12 матчів, в яких забив 1 гол.

## Статистика виступів

### Клубна
Станом на 16 лютого 2021
| Клуб                     | Сезон                         | Ліга                          | Ліга | Ліга  | Кубок | Кубок | Кубок ліги | Кубок ліги | Інші турніри | Інші турніри | Усього | Усього |
| Клуб                     | Сезон                         | Дивізіон                      | Ігор | Голів | Ігор  | Голів | Ігор       | Голів      | Ігор         | Голів        | Ігор   | Голів  |
| ------------------------ | ----------------------------- | ----------------------------- | ---- | ----- | ----- | ----- | ---------- | ---------- | ------------ | ------------ | ------ | ------ |
| «Манчестер Юнайтед»      | 2011–12                       | Прем'єр-ліга                  | 0    | 0     | 0     | 0     | 1          | 0          | 0            | 0            | 1      | 0      |
| «Манчестер Юнайтед»      | 2012–13                       | Прем'єр-ліга                  | 0    | 0     | —     | —     | 2          | 0          | 0            | 0            | 2      | 0      |
| «Манчестер Юнайтед»      | 2013–14                       | Прем'єр-ліга                  | 0    | 0     | —     | —     | 0          | 0          | 0            | 0            | 0      | 0      |
| «Манчестер Юнайтед»      | 2014–15                       | Прем'єр-ліга                  | 1    | 0     | —     | —     | 1          | 0          | —            | —            | 2      | 0      |
| «Манчестер Юнайтед»      | Усього за «Манчестер Юнайтед» | Усього за «Манчестер Юнайтед» | 1    | 0     | 0     | 0     | 4          | 0          | 0            | 0            | 5      | 0      |
| «Лестер Сіті» (оренда)   | 2012–13                       | Чемпіоншип                    | 22   | 2     | 3     | 1     | —          | —          | 2            | 0            | 27     | 3      |
| Дербі Каунті (оренда)    | 2013–14                       | Чемпіоншип                    | 7    | 0     | 1     | 0     | —          | —          | —            | —            | 8      | 0      |
| Блекберн Роверз (оренда) | 2013–14                       | Чемпіоншип                    | 13   | 3     | —     | —     | —          | —          | —            | —            | 13     | 3      |
| «Бернлі»                 | 2014–15                       | Прем'єр-ліга                  | 21   | 0     | 2     | 0     | —          | —          | —            | —            | 23     | 0      |
| «Бернлі»                 | 2015–16                       | Чемпіоншип                    | 44   | 5     | 2     | 0     | 0          | 0          | —            | —            | 46     | 5      |
| «Бернлі»                 | 2016–17                       | Прем'єр-ліга                  | 35   | 2     | 4     | 0     | 0          | 0          | —            | —            | 39     | 2      |
| «Бернлі»                 | Усього за «Бернлі»            | Усього за «Бернлі»            | 100  | 7     | 8     | 0     | 0          | 0          | —            | —            | 108    | 7      |
| «Евертон»                | 2017–18                       | Прем'єр-ліга                  | 30   | 0     | 0     | 0     | 1          | 0          | 7            | 1            | 38     | 1      |
| «Евертон»                | 2018–19                       | Прем'єр-ліга                  | 33   | 1     | 1     | 0     | 1          | 0          | —            | —            | 35     | 1      |
| «Евертон»                | 2019–20                       | Прем'єр-ліга                  | 31   | 2     | 0     | 0     | 3          | 0          | —            | —            | 34     | 2      |
| «Евертон»                | 2020–21                       | Прем'єр-ліга                  | 21   | 3     | 2     | 0     | 4          | 1          | —            | —            | 27     | 4      |
| «Евертон»                | Усього за «Евертон»           | Усього за «Евертон»           | 115  | 6     | 3     | 0     | 9          | 1          | 7            | 1            | 134    | 8      |
| Усього за кар'єру        | Усього за кар'єру             | Усього за кар'єру             | 258  | 18    | 15    | 1     | 13         | 1          | 9            | 1            | 295    | 21     |

1. ↑  Ігри в Лізі Європи УЄФА

### Збірна
Станом на 12 листопада 2020
| Національна команда | Рік    | Ігор | Голів |
| ------------------- | ------ | ---- | ----- |
| Англія              | 2017   | 4    | 0     |
| Англія              | 2018   | 1    | 0     |
| Англія              | 2019   | 5    | 1     |
| Англія              | 2020   | 2    | 0     |
| Усього              | Усього | 7    | 1     |

### Голи за збірну
Станом на 12 листопада 2020.
| Номер | Дата            | Стадіон                                          | Опонент    | Рахунок | Результат | Змагання                  |
| ----- | --------------- | ------------------------------------------------ | ---------- | ------- | --------- | ------------------------- |
| 1     | 25 березня 2019 | Міський стадіон Подгориці, Подгориця, Чорногорія | Чорногорія | 1–1     | 5–1       | Кваліфікація до Євро-2020 |